# Станция (альпинизм)

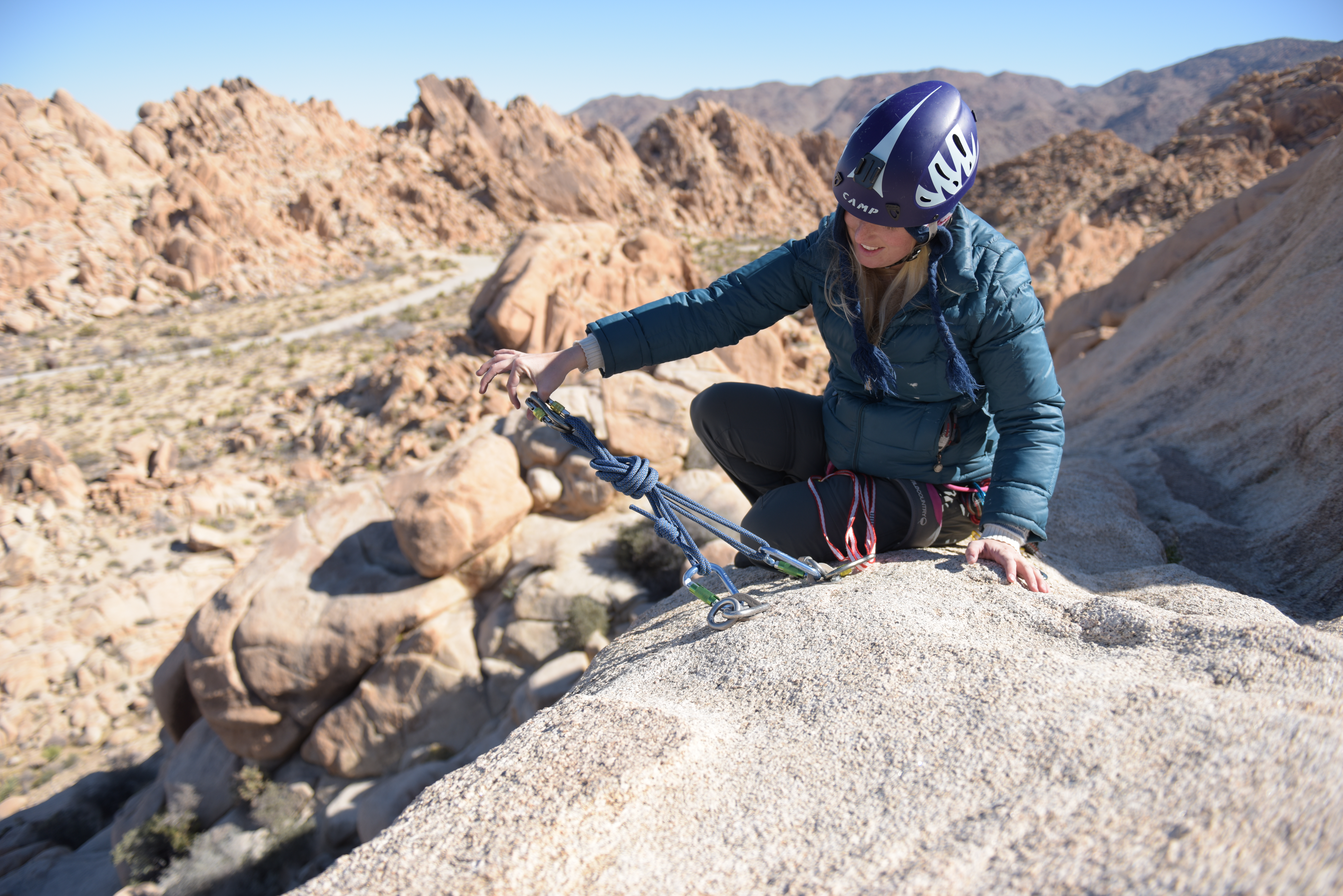
Локальная станция на двух точках, объединённых узлом «восьмёрка» с парой разнонаправленных муфтованных карабинов; вызывает недоумение нецелевое использование автоматических карабинов на точках станции, а также количество и разное направление винтовых муфтованных карабинов на петле. Это единственный вид станции, применяемой при ПСР

Ста́нция (страхо́вочная ста́нция, крючьева́я ста́нция, от лат. statiō — «стоянка, остановка»; англ. anchor — «якорь») — один из элементов страховки в альпинизме. Предназначена для страховки путём распределения нагрузки между точками закрепления на рельефе, а также при проведении спасательных работ, когда происходит высокая энергозагруженность точки страховки. Станции делят на локальные и компенсационные. Выбор станции и количество точек закрепления на станции зависят от надёжности точек. Угол между двумя точками должен быть острым. Добиться равной нагрузки на точки крепления станции — невозможно.

## Принцип безопасности
Принцип безопасности при создании станции:
1. Надёжность — станция должна выдержать нагрузку.
2. Дублирование — не менее двух точек крепления.
3. Без рывка — при отказе одной точки, оставшиеся не должны испытать рывка.

## Виды
Станции подразделяют на:
- локальные;
- компенсационные.

### Локальная станция
Зависит от направления нагрузки. Имеет 2—3 точки. На четырёх точках очень трудно добиться равномерного распределения. Каждая точка должна при необходимости кратковременно выдержать всю нагрузку. Ощутимо больше при прочих равных условиях. Неравномерное распределение нагрузки между точками, вплоть до перемещения всей нагрузки на одну точку.
Локальные станции вяжут на камнеопасных участках при работе связки альпинистов на маршруте и спасательных работах. При организации любых локальных станций все узлы необходимо сразу расправлять и затягивать для исключения перераспределения нагрузки при эксплуатации станции.

### Компенсационная станция
При организации компенсационной станции особые требования предъявляют к надёжности узла, связывающего петлю. Рекомендованный узел — грейпвайн. Эту станцию не вяжут на камнеопасных участках маршрута. Компенсационную станцию не организуют на двух точках (теряется её преимущество равномерного распределения нагрузки) из-за недостатков (вероятность разрушения при обрыве петли и вероятность рывка при разрушении одной из точек).

## Применение
В альпинизме
В альпинизме применяют несколько вариантов станций, некоторые из них:
- Магический крест (Magic X) — перевернуть одну из двух петель и вщёлкнуть в карабин
- Компенсационная петля с двумя ограничительными узлами (Quad)
- Петля с завязанным центральным узлом «восьмёрка» (The W)

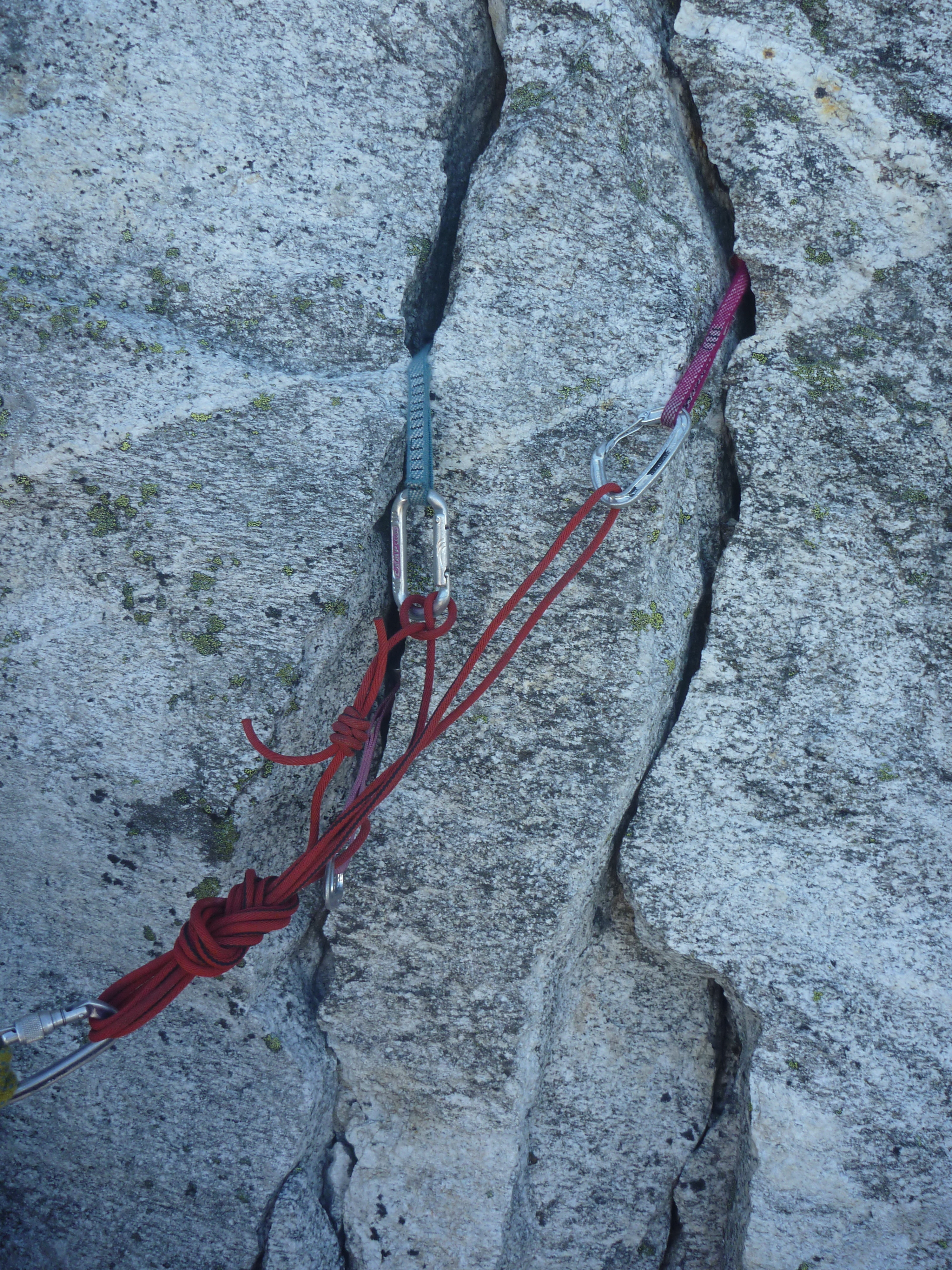
при тяге влево нагрузка полностью ложится на одну ветвь — правую
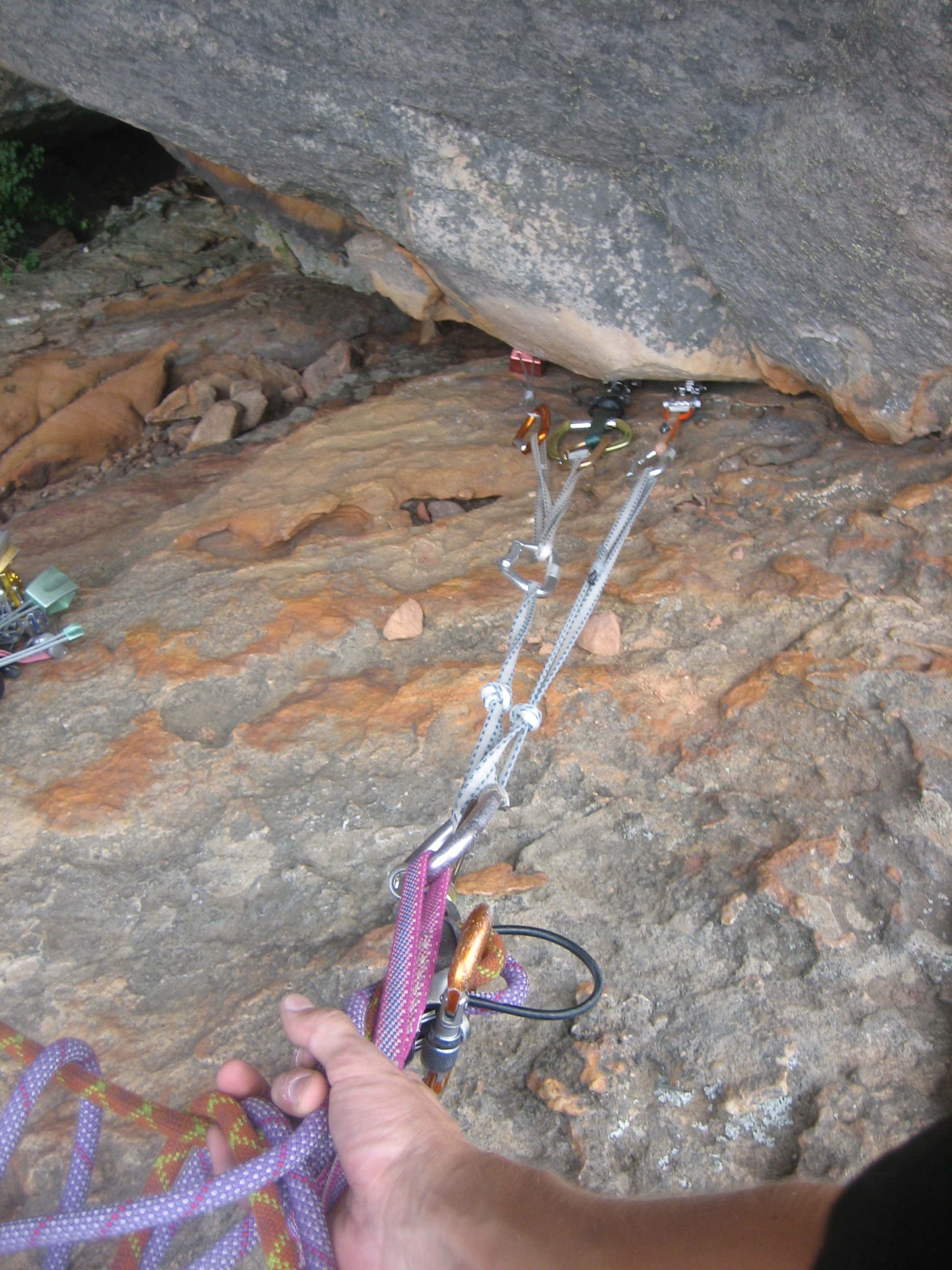
компенсационная станция «магический крест»
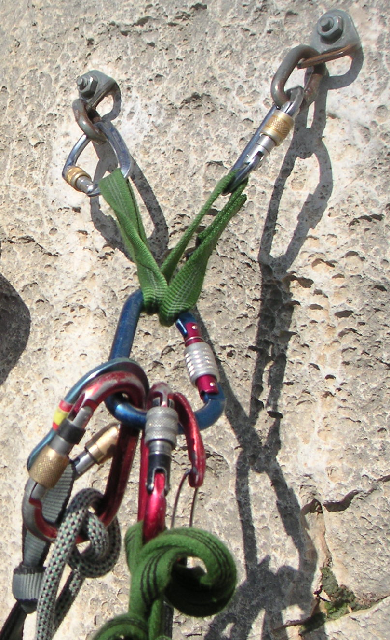
вид станции, опасно нагружающий карабин по трём осям

В спелеотуризме
- В спелеотуризме используют основную верёвку с узлом «двойная восьмёрка» или «двойной булинь» для крепления за 2 точки станции

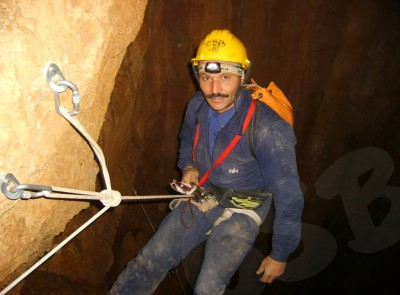
в спелеотуризме — применение узла «двойная восьмёрка» для крепления на двух точках станции
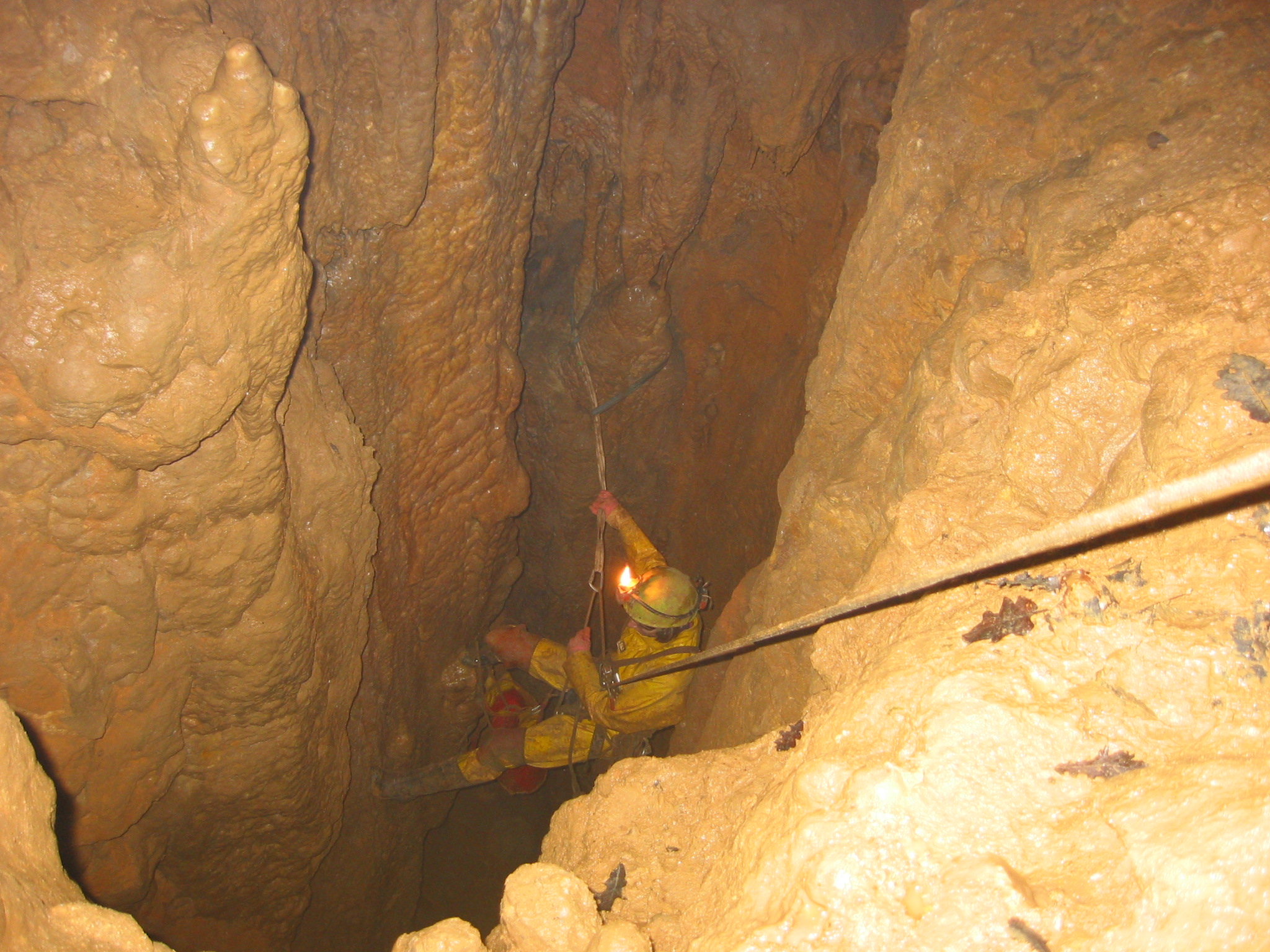
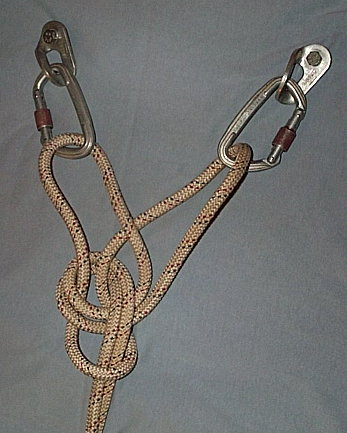
в спелеотуризме — узел «двойной булинь» с раздельными петлями на двух точках станции
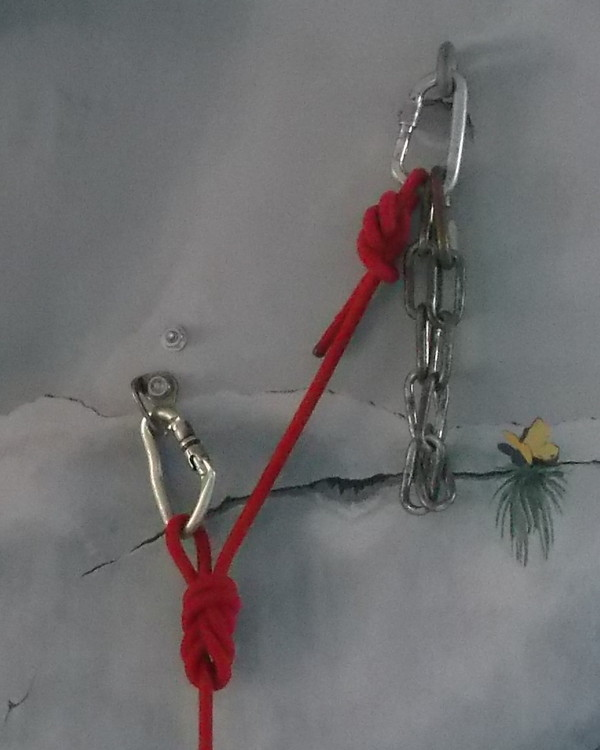
станция на двух точках из «восьмёрок», справа вверху — узел «восьмёрка» концом альпинистской верёвки, слева внизу — узел «восьмёрка» серединой альпинистской верёвки

В промышленном альпинизме
- В работе промальпов за конструкцию крепят 2 стальных троса с карабином на каждом, в качестве двух точек крепления. Из основной верёвки завязывают 2 узла «восьмёрка» (или «девятка») на середине верёвки и прощёлкивают их в свои карабины так, что одна половина верёвки служит для рабочей системы, другая — для страховочной[3]

На флоте
На парусном флоте парусник возможно ошвартовать несколькими видами станции:
- Разг. «мертвяк» (dead man[4]) — вырыть неглубокую траншею в твёрдом грунте, к середине бревна прикрепить швартовный «конец» и «захоронить» бревно в траншее. Чем параллельнее будет расположен канат к поверхности земли, тем надёжнее будет станция (в альпинизме вместо бревна в снег зарывают альпеншток или скальный молоток, закидывают снегом и плотно утрамбовывают)
- Вбить первый кол в грунт, выше — второй, ещё выше — третий и связать их тросами. Параллельно им установить ещё тройку кольев и связать их. Между парой троек кольев разместить бревно с канатом[5]
- Вбить 4 кола вряд один за другим под лёгким наклоном к грунту (по направлению от тяги) так, чтобы первый был бы вбит почти до конца, а каждый последующий немного возвышался. Связать первый кол со вторым, вставить кол между ними, перекрутить трос для натяжения и вбить кол в грунт. Так же соединить второй кол с третьим, и третий с четвёртым. К четвёртому колу прикрепить швартовный канат как можно ниже к грунту (для уменьшения эффекта рычага)[6]